# Guerre et Paix (film, 1956)
Pour les articles homonymes, voir Guerre et Paix (homonymie).
Pour plus de détails, voir Fiche technique et Distribution.
Guerre et Paix (War and Peace) est un film de guerre d'inspiration historique italo-américain de King Vidor sorti en 1956 avec Audrey Hepburn, son mari Mel Ferrer et Henry Fonda d'après le roman Guerre et Paix de Léon Tolstoï de 1865.

## Synopsis

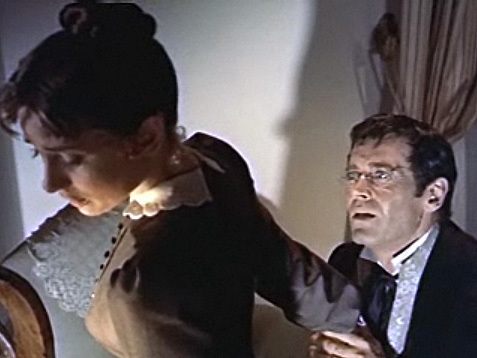
Audrey Hepburn et Henry Fonda

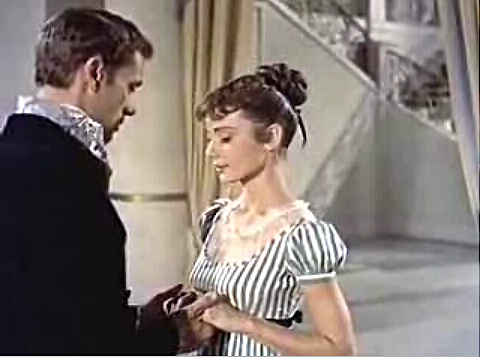
Mel Ferrer et Audrey Hepburn

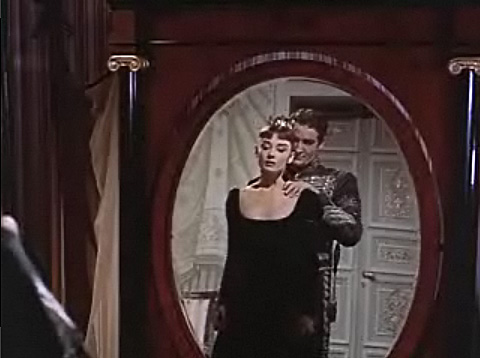
Audrey Hepburn et Vittorio Gassman

En 1805 à Moscou les défilés militaires, les fêtes et les bals se succèdent à la cour de Russie du Tsar Alexandre Ier de Russie, bien que les 200 000 hommes de la grande armée dominatrice de l'empereur Napoléon Ier aient envahi toute l'Europe et s'approchent chaque jour un peu plus de la capitale.
La comtesse Natacha Rostov est une jeune femme adolescente romanesque, angélique, pleine de vie, d'enthousiasme et de charme, qui grandit au sein d'une riche famille tendrement unie de la noblesse russe. Le comte Pierre Bezoukhov, humaniste et pacifiste, fréquente la maison du comte et de la comtesse Rostov et parvient à gagner l'amitié de Natacha. Bien que secrètement amoureux de cette jeune femme plus jeune que lui, il épouse sa cousine, la très belle princesse Hélène. Natacha se fiance au très convoité Prince Andrei Bolkonski, veuf depuis peu, le meilleur ami de Pierre, et prévoit de se marier lorsque son fiancé reviendra de la guerre (qui dure 7 ans).
Trop jeune, trop seule loin de son fiancé, méprisée par son futur beau-père, Natacha s'amourache du frère d'Hélène Bezoukhov, un vaurien qui tente de s'enfuir avec elle. Pierre sauve Natacha du déshonneur, mais les fiançailles avec André sont rompues. L'ensemble des hommes de l'aristocratie et du peuple russe sont envoyés au front pour défendre la Russie contre l'invasion napoléonienne (de la Bataille d'Austerlitz de 1805 à la campagne de Russie de 1812). De son côté le peuple russe reçoit la consigne de pratiquer la politique de la terre brûlée et de laisser le chaos dans sa fuite, de prendre tout ce qu'il peut et de brûler tout le reste avant de fuir pour empêcher les hommes de Napoléon de trouver jamais aucun refuge, réconfort, nourriture ou repos jusqu'à Moscou. Pierre, pacifiste, rejoint son ami le Prince Andrei Bolkonski sur le front pour observer la guerre. La cruauté des champs de bataille le traumatise. Andrei, après avoir été blessé et fait prisonnier par l'ennemi lors de la bataille d'Austerlitz de 1805, est de nouveau fatalement blessé sur le champ de bataille de Borodino. Natacha et sa famille fuient Moscou. Lors d'une halte elle reconnaît André parmi les blessés et va se dévouer à le soigner sans relâche, mais il est perdu. Nicolas Rostov vole au secours de la Princesse Marie, sœur d'André, obligée de fuir ses terres en compagnie de son neveu, le fils d'André. Les deux jeunes gens se fiancent. 
En hiver 1812 le général russe Mikhaïl Koutouzov met en déroute la grande armée nettement dominatrice de Napoléon grâce à une heureuse conjoncture de chance et à son habile stratégie de fuite, d'évitement de bataille et de politique de la terre brûlée scrupuleusement appliquée par tout le peuple sans état d'âme jusqu'à la ville de Moscou, entièrement brûlée, et grâce au terrible hiver russe qui anéantit l'armée ennemie sans même avoir livré de grande bataille (qui aurait été fatale à la faible armée russe). Pierre, prisonnier des Français depuis qu'il a tenté d'assassiner Napoléon à Moscou, est libéré lors d'une attaque surprise d'un détachement russe mais il voit mourir Pétia, le jeune frère de Natacha. 
La paix revient après la victoire russe mais tout semble chaos, deuil et désolation. Les survivants reviennent chez eux où ils ont alors tout à reconstruire. Natacha retrouve Pierre, les épreuves les ont mûris et changés.

## Commentaires
- Un nombre record de 8 000 chevaux sont rassemblés pour ce film[2].
- Cette fresque de King Vidor est une adaptation hollywoodienne d'une œuvre de Léon Tolstoï sur l'histoire de la Russie, la vie et l'état d'esprit de l'aristocratie russe sous le règne d'Alexandre Ier.

## Fiche technique
- Réalisation : King Vidor, assisté de Bernard Vorhaus et Mario Soldati
- Scénario et adaptation : Bridget Boland, Robert Westerby, King Vidor, Mario Camerini, Ennio De Concini, Ivo Perilli, Gian Gaspare Napolitano et Mario Soldati, d'après le roman Guerre et Paix de Léon Tolstoï de 1865
- Direction artistique : Mario Chiari, Franz Bachelin
- Décors : Piero Gherardi
- Costumes : Maria De Matteis
- Photographie : Jack Cardiff et Aldo Tonti (seconde équipe) en VistaVision
- Son : Leslie Hodgson
- Montage : Leo Catozzo, Stuart Gilmore
- Musique : Nino Rota
- Production : Dino De Laurentiis
- Production déléguée : Carlo Ponti
- Sociétés de production :  Ponti-De Laurentiis Cinematografica ;  Paramount Pictures
- Société de distribution : Paramount Pictures
- Pays de production : Italie,  États-Unis
- Langues originales : anglais, italien, russe
- Format : couleur (Technicolor) — 35 mm — 1,85:1 — son Mono (Western Electric Recording) procédé VistaVision.
- Genre : Film historique
- Durée : 208 minutes (3 h 28)
- À l'époque, au cinéma, la publicité annonçait un film d'une durée de 3h45' soit 225 minutes. 200 minutes est la durée du DVD qui est sorti et qui est aussi la durée du film 'retravaillé' lors d'une reprise au cinéma et à la télévision des années plus tard.
- Dates de sortie : 
  - États-Unis : 21 août 1956
  - France : 19 décembre 1956
- Affiche : Boris Grinsson (France)

## Distribution
- Audrey Hepburn (VF : Jacqueline Porel/ Barbara Tissier) : Natacha Rostov
- Henry Fonda (VF : Jacques Beauchey) : Pierre Bezoukhov
- Mel Ferrer (VF : Maurice Dorléac) : Andrei Bolkonski
- John Mills : Platon Karataev
- Herbert Lom (VF : Georges Aminel) : Napoléon Bonaparte
- Oskar Homolka (VF : Pierre Morin) : Le Général Mikhail Koutouzov
- Vittorio Gassman (VF : Serge Lhorca) : Anatole Kouraguine
- Anita Ekberg (VF : Monique Mélinand) : Hélène Kouraguine
- Helmut Dantine (VF : Jean Claudio) : Dolokhov
- Tullio Carminati (VF : Louis Arbessier) : Vasili Kouraguine
- Barry Jones (VF : Raymond Rognoni) : Prince Mikhail Andreevich Rostov
- Wilfred Lawson : Prince Bolkonski
- Mino Doro : Général russe (non crédité)
- Jeremy Brett : Nicholai Rostov
- Milly Vitale : Lisa Bolkonskaïa
- Anna Maria Ferrero : Maria Bolkonskaïa
- Gertrude Flynn : Maria Peronskaïa

### Récompenses
1957 : Golden Globe du meilleur film étranger